# 梅普勒
梅普勒（法語：Mesples）是法国阿列省的一个市镇，位于该省西部，属于蒙吕松区（Arrondissement de Montluçon）。该市镇的总面积为15.3平方公里，2009年时的人口为124人。

## 人口
梅普勒人口变化图示
| 数据来源：INSEE |